# Erina biaka
Erina biaka är en fjärilsart som beskrevs av Tite 1963. Erina biaka ingår i släktet Erina och familjen juvelvingar. Inga underarter finns listade i Catalogue of Life.